# Grand Off Światowe Nagrody Filmowe Niezależnych
Festiwal Grand OFF im. Witolda Kona – Najlepsze Niezależne Krótkie Filmy Świata – warszawski festiwal promujący kino niezależne, którego pierwsza edycja odbyła się w 2006 roku pod nazwą Grand OFF – Europejskie Nagrody Filmów Niezależnych. Jego pomysłodawcą był Witold Kon, a organizatorem jest Fundacja Cinema Art.
Początkowo przyjmowano tylko z filmy z Europy. W 2008 roku dodano kategorię „najlepszy film pozaeuropejski”. Produkcje są poddawane preselekcji i typowane przez komisję nominacyjną do nagród w jedenastu kategoriach: scenariusz, reżyseria, zdjęcia, montaż, scenografia, aktorka, aktor, fabuła, dokument, animacja oraz najlepszy film polski. Nominowane filmy ocenia międzynarodowa kapituła składająca się ze znawców filmu, teoretyków, reżyserów, operatorów, montażystów i aktorów. Nagrody w postaci statuetek wręczane są na festiwalowej gali.
Na każdym festiwalu nagradzani są goście specjalni. Honorowe statuetki otrzymali: Marcel Łoziński, Krzysztof Zanussi, Cezary Harasimowicz, Allan Starski, Jiří Menzel, Agnieszka Holland, Janusz Gajos, Lech Majewski, Jerzy Hoffman, Daniel Olbrychski, Wojciech Pszoniak, Janusz Majewski, Emilia Krakowska, Wojciech Wójcik, Piotr Fronczewski, Andrzej Seweryn, Ewa Wiśniewska, Andriej Zwiagincew i Jerzy Stuhr.